# Festival International Cubano
Pour les articles homonymes, voir FIC.

Le Festival International Cubano (FIC), est un festival de salsa (cubaine) organisé à Orange chaque année en automne depuis 2014, le temps d’un week-end prolongé, par Yoann  Henry, président de l’association Passion Timba.
Au programme des cours de danse dispensés par les meilleurs professeurs du monde dans plusieurs lieux de la ville (espace Daudet, théâtre municipal, hall des expos et salle Énergie Fitness), et des concerts de musique cubaine,.

## Programmation des concerts
- 2024 : Maykel Blanco y su Salsa Mayor, Yasser Ramos y Tumbao Mayombe, Ivan y La LLegada[3]
- 2023 : Klimax, Giraldo Piloto et invités [4]
- 2022 : Tumbakin y Guest (Mandy Cantero & Dayan), Lazarito Valdes y Bamboléo, El Noro y Primera Clase
- 2021 : Mixael Cabrera, Nic N'Taya, Alexander Abreu y Havana D'Primera
- 2020 : annulé pour cause de Covid-19
- 2019 : Compota de Manana, Yasser Ramos y Tumbao Mayombe, Lazarito Valdes y Bamboléo, Papucho y Manana Club
- 2018 : vendredi 26 octobre : Manolito Simonet y su Trabuco; samedi 27 octobre :  Suave Tumbao; dimanche 27 octobre : Los Van Van
- 2017 : du 27/10 au 30/10 : Maykel Blanco y su Salsa Mayor; Papucho y Manana Club; Yasser Ramos El Balacero
- 2016 : samedi 28 octobre : El Noro y Primera Clase;  dimanche 29 octobre : Elito Revé y su Charangon
- 2015 : samedi 31 octobre : Alexander Abreu y Havana D'Primera
- 2014 : dimanche : concert de Pupy y Los que Son, Son